# Resident Evil: Death Island
Resident Evil: Death Island (jap. バイオハザード デスアイランド, Baiohazādo Desuairando) ist ein computeranimierter Film, basierend auf der Capcom Videospielserie Resident Evil. Er wurde von Capcom und Sony Pictures Entertainment Japan produziert und ist die Fortsetzung von Resident Evil: Vendetta.

## Handlung
Im Jahr 1998, während des Ausbruchs in Raccoon City, beauftragt die Umbrella Corporation eine private Militärfirma mit der Evakuierung hochrangiger Führungskräfte und Regierungsbeamter. Die Einheit 6 wird entsandt, doch die meisten Mitglieder werden von Zombies gebissen. Die Überlebenden, JJ und Dylan Blake, fordern Unterstützung an, erhalten jedoch den Befehl, ihre infizierten Kameraden zu eliminieren. Dies führt zu Spannungen zwischen den beiden, bis JJ von den Infizierten angegriffen wird und Dylan gezwungen ist, ihn zu töten.
Siebzehn Jahre später, im Jahr 2015, erhält DSO-Agent Leon S. Kennedy den Auftrag, den DARPA-Forscher Dr. Antonio Taylor in San Francisco festzunehmen, der verdächtigt wird, geheime Informationen verkauft zu haben. Während seiner Mission wird Taylor jedoch von unbekannten Tätern entführt, darunter Maria Gomez, die Leon bereits aus einem früheren Vorfall kennt. Parallel dazu untersucht BSAA-Agent Chris Redfield eine Serie von Todesfällen, die durch einen fortschrittlichen T-Virus-Stamm verursacht wurden. Er kontaktiert seine Partnerin Jill Valentine, die nach ihrer Befreiung von Albert Weskers Gedankenkontrolle mit psychischen Problemen kämpft, um sie von der Teilnahme an der Mission abzuhalten, doch sie besteht darauf, zu helfen.
Chris, Jill, Rebecca Chambers und Claire Redfield entdecken, dass alle Opfer zuvor Alcatraz Island besucht hatten. Als sie die Insel als Touristen getarnt betreten, bricht plötzlich eine Zombie-Epidemie aus. Jill trifft in den unterirdischen Gängen auf Leon, und gemeinsam bekämpfen sie neue Licker-Mutationen. Sie entdecken Pläne für drohnenartige Geräte, die den Virus verbreiten, werden jedoch von Dylan gefangen genommen und in eine Zelle mit Taylor und den Redfields gesperrt. Dylan enthüllt seinen Plan, die Welt mit Hilfe der Drohnen zu infizieren, um seine Vorstellung von Gerechtigkeit durchzusetzen, und tötet Taylor. Bevor Taylor stirbt, gibt er Claire einen Code zur Kontrolle der Drohnen.
Jill verfolgt Dylan, während Rebecca ein Heilmittel für die Infizierten vorbereitet. Leon stellt sich Maria entgegen und besiegt sie nach einem intensiven Kampf. In der finalen Konfrontation fusioniert Dylan mit einer Bio-Waffe und überwältigt das Team zunächst. Claire und Rebecca gelingt es jedoch, die Drohnen umzuprogrammieren, um Dylan zu infizieren, was ihn schwächt und es Jill, Leon und Chris ermöglicht, ihn mit Sprengstoff zu vernichten. Am Ende lobt Chris Jills Heldentaten, während sie auf die Rettung durch die BSAA warten.

## Produktion
Der Film wurde von TMS Entertainment in Zusammenarbeit mit Capcom produziert. Die Regie führte Eiichirō Hasumi, das Drehbuch stammt von Makoto Fukami. Die Produktion begann 2019 unter dem Arbeitstitel „Biohazard Vendetta 2“. Die Entwicklung des Films startete im Frühjahr 2020, nach der Veröffentlichung von Resident Evil 3. Sony Pictures Home Entertainment vertrieb den Film weltweit.

## Veröffentlichung
Die Premiere fand am 22. Juni 2023 in Singapur statt. Der Film kam in Japan am 7. Juli 2023 in die japanischen Kinos. Die Veröffentlichung auf DVD, Blu-ray Disc und Ultra HD Blu-ray folgte am 25. Juli 2023 in Nordamerika.

## Synchronisation
Die deutsche Synchronfassung entstand bei Iyuno-SDI Group Germany GmbH.
| Rollenname       | Originalsprecher    | Deutscher Sprecher |
| ---------------- | ------------------- | ------------------ |
| Chris Redfield   | Kevin Dorman        | Leonhard Mahlich   |
| Jill Valentine   | Nicole Tompkins     | Magdalena Höfner   |
| Leon S. Kennedy  | Matthew Mercer      | Sascha Rotermund   |
| Claire Redfield  | Stephanie Panisello | Jenny Maria Meyer  |
| Antonio Taylor   | Frank Todaro        | Robin Brosch       |
| Rebecca Chambers | Erin Cahill         | Anna Gamburg       |
| Dylan Blake      | Daman Mills         | Andi Krösing       |
| Ingrid Hunnigan  | Salli Saffioti      | Nora Kunzendorf    |
| JJ               | Lucien Dodge        | Bastian Sierich    |

## Rezeption
Der Film erhielt gemischte Kritiken. IGN bewertete den Film mit 6 von 10 Punkten und lobte die Action, kritisierte jedoch die Dialoge. Bloody Disgusting vergab 3 von 5 Punkten und bezeichnete den Film als solide Zusammenführung von Spiel- und Filmcharakteren. Paste bewertete den Film mit 4,5 von 10 Punkten und bezeichnete ihn als eine der weniger überzeugenden Varianten des Franchise.